# Saint-Clet (Québec)
Saint-Clet è un comune del Canada, situato nella provincia del Québec, nella regione di Montérégie.